# Stephan El Shaarawy
Stephan El Shaarawy (sinh ngày 27 tháng 10 năm 1992) là một cầu thủ bóng đá chuyên nghiệp người Ý thi đấu ở vị trí tiền đạo cánh cho câu lạc bộ Serie A Roma và Đội tuyển bóng đá quốc gia Ý. Anh ta có biệt danh là Il Faraone (Pharaoh), vì cha anh là người Ai Cập.
El Shaarawy bắt đầu sự nghiệp của mình tại Genoa, và được Milan ký hợp đồng vào năm 2011 sau khi cho mượn thành công tại Padova. Thường được coi là một trong những cầu thủ trẻ triển vọng nhất trong thế hệ của mình, El Shaarawy đã có bước đột phá trong nửa đầu mùa giải 2012–13. Sau một thời gian dài phải nghỉ thi đấu vì chấn thương, anh ấy đã trải qua mùa giải 2015–16 dưới dạng cho mượn với Monaco và sau đó là Roma, ký hợp đồng vĩnh viễn với câu lạc bộ thứ hai vào cuối mùa giải. Năm 2019, anh chuyển đến câu lạc bộ Trung Quốc Thượng Hải Thân Hoa, trước khi trở lại Roma mười tám tháng sau đó.
Trên bình diện quốc tế, El Shaarawy đã đại diện cho Ý từ cấp độ U-16 đến U-21. Vào tháng 8 năm 2012, anh ra mắt đội một trong trận giao hữu với Anh, và vào tháng 11 năm đó, anh ghi bàn thắng quốc tế đầu tiên vào lưới Pháp. Anh ấy đã đại diện cho Ý tại FIFA Confederations Cup 2013, nơi họ kết thúc ở vị trí thứ ba và tại UEFA Euro 2016.

## Niên thiếu
Stephan El Shaarawy sinh ngày 27 tháng 10 năm 1992 tại thành phố Savona của Ý, có cha là người Ai Cập và mẹ là người Ý gốc Thụy Sĩ.

## Phong cách thi đấu
Kể từ mùa giải đột phá của anh ấy, El Shaarawy được coi là một cầu thủ mới nổi, có khả năng đạt đẳng cấp thế giới và là một trong những cầu thủ trẻ tài năng và triển vọng nhất của Ý. Là một tiền đạo đa năng và chăm chỉ, anh ấy chủ yếu chơi ở vị trí tiền vệ cánh trái , vị trí cho phép anh ấy băng vào khu trung tâm bằng chân phải khỏe hơn của mình và thực hiện một cú sút vào khung thành hoặc tạo cơ hội cho đồng đội; anh ấy cũng có thể chơi ở vị trí tiền vệ tấn công, tiền đạo thứ hai, tiền đạo cánh phải, tiền đạo trung tâm, hoặc thậm chí là tiền đạo cắm, nhờ nhãn quan ghi bàn của anh ấy. Eric Steitz đã lưu ý rằng El Shaarawy chủ yếu được biết đến với tốc độ và sự nhanh nhẹn, cũng như "khả năng rê bóng xuất sắc và năng lực kỹ thuật" của anh ấy. Anh ấy cũng tuyên bố rằng El Shaarawy thường thể hiện sức mạnh sút xa và khả năng ghi bàn của mình bằng những cú sút từ ngoài vòng cấm, đồng thời mô tả cầu thủ này là một "người chuyền trên mức trung bình", người "tạo ra khoảng trống bằng một đường chuyền chắc chắn". lần chạm đầu tiên".
Phong cách chơi bóng của El Shaarawy đã được so sánh với người đoạt giải Cầu thủ xuất sắc nhất thế giới của FIFA Cristiano Ronaldo. El Shaarawy coi cựu cầu thủ của Milan, Kaká là hình mẫu của mình. Huyền thoại Milan José Altafini đã so sánh El Shaarawy với tuyển thủ Brasil Neymar và người sáu lần giành Quả bóng vàng Lionel Messi: "El Shaarawy làm tôi nhớ đến Neymar và Messi. Họ có trọng tâm thấp. Họ chơi với bóng dính chặt vào chân họ. Anh ấy đã chứng minh rằng mình là một cầu thủ giỏi. Điều quan trọng là không nên dồn ép anh ấy quá nhiều". Tuy nhiên, bất chấp tài năng của mình, anh ấy thường xuyên phải vật lộn với những chấn thương.

## Tài trợ
Vào năm 2012, El Shaarawy đã ký hợp đồng tài trợ với nhà cung cấp trang phục và thiết bị thể thao của Mỹ, Nike. Anh ấy đã xuất hiện trong một quảng cáo cho Nike Green Speed II mới cùng với Mario Götze, Eden Hazard, Raheem Sterling, Christian Eriksen và Theo Walcott vào tháng 11 năm 2012.
El Shaarawy xuất hiện trên trang bìa FIFA 14 của Ý, cùng với ngôi sao trang bìa toàn cầu Lionel Messi.

## Thống kê sự nghiệp

### Câu lạc bộ
Tính đến ngày 13 tháng 11 năm 2022.
| Câu lạc bộ          | Mùa giải            | Giải vô địch         | Giải vô địch | Giải vô địch | Cúp quốc gia | Cúp quốc gia | Cúp liên đoàn | Cúp liên đoàn | Châu lục | Châu lục | Khác | Khác | Tổng cộng | Tổng cộng |
| Câu lạc bộ          | Mùa giải            | Hạng đấu             | Trận         | Bàn          | Trận         | Bàn          | Trận          | Bàn           | Trận     | Bàn      | Trận | Bàn  | Trận      | Bàn       |
| ------------------- | ------------------- | -------------------- | ------------ | ------------ | ------------ | ------------ | ------------- | ------------- | -------- | -------- | ---- | ---- | --------- | --------- |
| Genoa               | 2008–09             | Serie A              | 1            | 0            | 0            | 0            | —             | —             | —        | —        | —    | —    | 1         | 0         |
| Genoa               | 2009–10             | Serie A              | 2            | 0            | 0            | 0            | —             | —             | 0        | 0        | —    | —    | 2         | 0         |
| Genoa               | Tổng cộng           | Tổng cộng            | 3            | 0            | 0            | 0            | —             | —             | 0        | 0        | —    | —    | 3         | 0         |
| Padova (mượn)       | 2010–11             | Serie B              | 29           | 9            | 1            | 0            | —             | —             | —        | —        | —    | —    | 30        | 9         |
| Milan               | 2011–12             | Serie A              | 22           | 2            | 4            | 2            | —             | —             | 2        | 0        | 0    | 0    | 28        | 4         |
| Milan               | 2012–13             | Serie A              | 37           | 16           | 1            | 1            | —             | —             | 8        | 2        | —    | —    | 46        | 19        |
| Milan               | 2013–14             | Serie A              | 6            | 0            | 0            | 0            | —             | —             | 3        | 1        | —    | —    | 9         | 1         |
| Milan               | 2014–15             | Serie A              | 18           | 3            | 1            | 0            | —             | —             | —        | —        | —    | —    | 19        | 3         |
| Milan               | Tổng cộng           | Tổng cộng            | 82           | 21           | 6            | 3            | —             | —             | 13       | 3        | 0    | 0    | 101       | 27        |
| Monaco (mượn)       | 2015–16             | Ligue 1              | 15           | 0            | 0            | 0            | 0             | 0             | 9        | 3        | —    | —    | 24        | 3         |
| Roma (mượn)         | 2015–16             | Serie A              | 16           | 8            | —            | —            | —             | —             | 2        | 0        | —    | —    | 18        | 8         |
| Roma                | 2016–17             | Serie A              | 32           | 8            | 4            | 2            | —             | —             | 8        | 2        | —    | —    | 44        | 12        |
| Roma                | 2017–18             | Serie A              | 33           | 7            | 1            | 0            | —             | —             | 10       | 2        | —    | —    | 44        | 9         |
| Roma                | 2018–19             | Serie A              | 28           | 11           | 1            | 0            | —             | —             | 4        | 0        | —    | —    | 33        | 11        |
| Roma                | Tổng cộng           | Tổng cộng            | 109          | 34           | 6            | 2            | —             | —             | 24       | 4        | —    | —    | 139       | 40        |
| Thợng Hải Thân Hoa  | 2019                | Chinese Super League | 10           | 1            | 3            | 3            | —             | —             | —        | —        | —    | —    | 13        | 4         |
| Thợng Hải Thân Hoa  | 2020                | Chinese Super League | 6            | 0            | 0            | 0            | —             | —             | 0        | 0        | 0    | 0    | 6         | 0         |
| Thợng Hải Thân Hoa  | Tổng cộng           | Tổng cộng            | 16           | 1            | 3            | 3            | —             | —             | 0        | 0        | 0    | 0    | 19        | 4         |
| Roma                | 2020–21             | Serie A              | 10           | 1            | 0            | 0            | —             | —             | 4        | 1        | —    | —    | 14        | 2         |
| Roma                | 2021–22             | Serie A              | 27           | 3            | 1            | 0            | —             | —             | 8        | 4        | —    | —    | 36        | 7         |
| Roma                | 2022–23             | Serie A              | 10           | 1            | 0            | 0            | —             | —             | 4        | 0        | —    | —    | 14        | 1         |
| Roma                | Tổng cộng           | Tổng cộng            | 47           | 5            | 1            | 0            | —             | —             | 16       | 5        | —    | —    | 64        | 10        |
| Tổng cộng sự nghiệp | Tổng cộng sự nghiệp | Tổng cộng sự nghiệp  | 302          | 70           | 16           | 8            | 0             | 0             | 62       | 15       | 0    | 0    | 380       | 93        |

1. 1 2 3 4 5 6  Ra sân tại UEFA Champions League
2. ↑  3 lần ra sân và 1 bàn tại UEFA Champions League, 6 lần ra sân và 2 bàn tại UEFA Europa League
3. 1 2 3  Ra sân tại UEFA Europa League
4. ↑  Ra sân tại UEFA Europa Conference League

### Đội tuyển quốc gia
Tính đến ngày 20 tháng 11 năm 2023.
| Đội tuyển quốc gia | Năm       | Trận | Bàn |
| ------------------ | --------- | ---- | --- |
| Ý                  | 2012      | 3    | 1   |
| Ý                  | 2013      | 7    | 0   |
| Ý                  | 2014      | 1    | 0   |
| Ý                  | 2015      | 6    | 1   |
| Ý                  | 2016      | 3    | 1   |
| Ý                  | 2017      | 3    | 0   |
| Ý                  | 2018      | 0    | 0   |
| Ý                  | 2019      | 2    | 1   |
| Ý                  | 2020      | 3    | 2   |
| Ý                  | 2021      | 1    | 0   |
| Ý                  | 2023      | 2    | 1   |
| Tổng cộng          | Tổng cộng | 31   | 7   |

Tỷ số và kết quả liệt kê bàn thắng của Ý được kiểm trước, cột tỷ số cho biết tỷ số sau mỗi bàn thắng của El Shaarawy.
| # | Ngày                 | Địa điểm                                      | Đối thủ       | Tỷ số | Kết quả | Giải đấu                 |
| - | -------------------- | --------------------------------------------- | ------------- | ----- | ------- | ------------------------ |
| 1 | 14 tháng 11 năm 2012 | Sân vận động Ennio Tardini, Parma, Ý          | Pháp          | 1–0   | 1–2     | Giao hữu                 |
| 2 | 10 tháng 10 năm 2015 | Sân vận động Tofiq Bahramov, Baku, Azerbaijan | Azerbaijan    | 2–1   | 3–1     | Vòng loại UEFA Euro 2016 |
| 3 | 29 tháng 3 năm 2016  | Allianz Arena, Munich, Đức                    | Đức           | 1–4   | 1–4     | Giao hữu                 |
| 4 | 15 tháng 10 năm 2019 | Sân vận động Rheinpark, Vaduz, Liechtenstein  | Liechtenstein | 4–0   | 5–0     | Vòng loại UEFA Euro 2020 |
| 5 | 7 tháng 10 năm 2020  | Sân vận động Artemio Franchi, Florence, Ý     | Moldova       | 3–0   | 6–0     | Giao hữu                 |
| 6 | 7 tháng 10 năm 2020  | Sân vận động Artemio Franchi, Florence, Ý     | Moldova       | 5–0   | 6–0     | Giao hữu                 |
| 7 | 17 tháng 11 năm 2023 | Sân vận động Olimpico, Roma, Ý                | Bắc Macedonia | 5–2   | 5–2     | Vòng loại UEFA Euro 2024 |

## Danh hiệu

### Câu lạc bộ

#### Đội trẻ Genoa
- Campionato Nazionale Primavera: 2009–10[23]
- Coppa Italia Primavera: 2008–09
- Supercoppa Primavera: 2009

#### Thượng Hải Thân Hoa
- Chinese FA Cup: 2019[20]

#### Roma
- UEFA Europa Conference League: 2021–22[24]

### Quốc tế
- FIFA Confederations Cup: Hạng ba 2013[20]

### Cá nhân
- UEFA European Under-17 Championship Team of the Tournament: 2009
- Serie B Footballer of the Year: 2011[25]
- Gran Galà del Calcio AIC Serie A Best Young Revelation: 2012[26]
- Pallone d'Argento: 2012–13[27]